# .cx
‎.cx‏ دامنه اینترنتی جزایر کریسمس است.